# Danuta Balicka
Danuta Balicka-Satanowska (ur. 6 października 1932 w Kałuszu, zm. 12 marca 2020 w Dusznikach-Zdroju) – polska aktorka teatralna, filmowa i telewizyjna. Działaczka NSZZ „Solidarność”.

## Teatr
Pracę aktorską rozpoczęła w 1948 roku jako adeptka w Teatrze Groteska w Krakowie. W roku 1952 pracowała też jako adeptka w Teatrze Polskim w Szczecinie (zespół Teatrów Dramatycznych). Dwa lata później (1954) zdała eksternistyczny egzamin aktorski i przez rok pracowała w Państwowym Teatrze w Gnieźnie.
Następnie w latach 1955–1960 występowała na scenie bydgoskiej Teatrów Ziemi Pomorskiej w Bydgoszczy i Toruniu. W latach 1961–1975 pracowała w poznańskim Teatrze Polskim, a potem w latach 1975–1976 – w Teatrze im. Juliusza Słowackiego w Krakowie. Od 1976 roku była aktorką Teatru Polskiego we Wrocławiu. Równolegle pracowała w Teatrze Telewizji.
Zmarła 12 marca 2020 roku w Dusznikach-Zdroju. Pogrzeb odbył się 28 września 2020 roku w Domu Pogrzebowym (kaplicy) na Cmentarzu Osobowickim we Wrocławiu.

### Spektakle teatralne
- 1954 – Dziewczyna z Północy jako Sanitariuszka (reż. Wiktor Lityński)
- 1954 – Jubileusz jako Tatiana Andriejewna (reż. W. Lityński)
- 1955 – Otello jako Bianka (reż. Stefan Winter)
- 1957 – Wiele hałasu o nic jako Małgorzata (reż. Andrzej Witkowski)
- 1957 – Pigmalion jako Eliza Doolittle (reż. zespołowa)
- 1958 – Adwokat i róże jako Dorota (reż. Teresa Żukowska)
- 1959 – Opowieść zimowa jako Hermiona (reż. Hugon Moryciński)
- 1959 – Kordian jako Laura (reż. H. Moryciński)
- 1962 – Don Juan jako Miranda (reż. Jan Maciejowski)
- 1962 – Wesołe kumoszki z Windsoru jako pani Page (reż. Jacek Szczęk)
- 1963 – Wielki człowiek do małych interesów jako Matylda (reż. Jowita Pieńkiewicz)
- 1964 – Nie-Boska komedia jako żona (reż. Jerzy Kreczmar)
- 1964 – Antoniusz i Kleopatra jako Kleopatra (reż Marek Okopiński)
- 1966 – Słowa Boże jako Maria Gaila (reż. Stanisław Hebanowski)
- 1966 – Wyzwolenie jako Muza (reż. M. Okopiński)
- 1967 – Męczeństwo i śmierć Marata jako Karolina (reż. Henryk Tomaszewski)
- 1967 – Bazylissa Teofanu jako Bazylissa Teofanu (reż. M. Okopiński)
- 1967 – Szalona Julka jako Julia (reż. Izabella Cywińska)
- 1968 – Don Carlos jako Eboli (reż. I. Cywińska)
- 1969 – Fantazy jako Idalia (reż. Jerzy Zegalski)
- 1973 – Opowieści Lasku Wiedeńskiego jako Waleria (reż. A. Witkowski)
- 1974 – Popiół i diament jako Róża Puciatycka (reż. Roman Kordziński)
- 1974 – Kwiaty polskie jako aktorka-muza (reż. Tadeusz Minc)
- 1975 – Makbet jako Lady Makbet (reż. R. Kordziński)
- 1975 – Wesele jako Maryla (reż. R. Kordziński)
- 1977 – Alicja w krainie czarów jako pielęgniarka – Królowa – Szynka (reż. Piotr Paradowski)
- 1978 – Iwona, księżniczka Burgunda jako królowa Małgorzata (reż. Witold Zatorski)
- 1978 – Skiz jako Lulu (reż. Elżbieta Bułhak)
- 1979 – Baba-Dziwo jako Petronika Selen Gondor (reż. Maria Straszewska)
- 1979 – Pan Jowialski jako Szambelanowa (reż. W. Zatorski)
- 1980 – Sen nocy letniej jako Tytania (reż. Jerzy Grzegorzewski)
- 1982 – Trans-Atlantyk jako właścicielka (reż. Eugeniusz Korin)
- 1982 – Szewcy jako księżna Irina (reż. Jacek Bunsch)
- 1984 – Oni jako Tremendosa (reż. Jan Banucha)
- 1985 – Na czworakach jako Wdowa I (reż. T. Minc)
- 1985 – Przygody Sindbada Żeglarza jako królowa Purpurowa (reż. M. Straszewska)
- 1989 – Opowieści lasku wiedeńskiego jako Waleria (reż. Witold Adamek)
- 1990 – Biesiada u hrabiny Kotłubaj jako hrabina (reż. J. Bunsch)
- 1992 – Operetka jako księżna Himalaj (reż. Krzysztof Zaleski)
- 1996 – Improwizacja wersalska jako panna Moliere (reż. Andrzej Wajda)
- 2000 – Sen nocy letniej jako Elf (reż. Rudolf Zioło)
- 2001 – Przygody Hucka Finna jako pani Phelps (reż. Jan Szurmiej)
- 2001 – Wiśniowy sad jako Gość (reż. Paweł Miśkiewicz)
- 2002 – Wesele jako Klimina (reż. Mikołaj Grabowski)
- 2003 – Tango jako Eugenia (reż. Stanisław Melski)
- 2005 – Szewczyny jako Gnębon Puczymorda (reż. S. Melski)
- 2006 – Wieczór Jubileuszowy (reż. Bogdan Tosza)

#### Teatr Telewizji
- 1964 – Ucieczka Abla jako Madzia (reż. Henryk Drygalski)
- 1977 – Wincenty i przyjaciółka znakomitych mężów jako Alfa (reż. Wanda Laskowska)
- 1987 – Powieść teatralna jako Priachina (reż. Maciej Wojtyszko)
- 1989 – Sędzia i jego kat jako Schonler (reż. Wojciech Adamczyk)
- 1993 – Gyubal Wahazar jako Dama (reż. J. Bunsch)
- 1994 – Złowiony – rekonstrukcje (reż. J. Grzegorzewski)
- 1996 – Improwizacja wersalska jako panna Molier (reż. A. Wajda)
- 2002 – Kamera marzeń jako żona Kurta (reż. Jan Jakub Kolski)

## Filmografia
- 1964 – Późne popołudnie jako Cesia, koleżanka Bożeny (reż. Aleksander Ścibor-Rylski)
- 1978 – Bez znieczulenia jako sędzia (reż. A. Wajda)
- 1981 – Kobieta samotna (reż. Agnieszka Holland)
- 1982 – Odwet jako Uczestniczka zjazdu (reż. Tomasz Zygadło)
- 1985 – Dom Sary (reż. Zygmunt Lech)
- 1985 – Sezon na bażanty (reż. Wiesław Saniewski)
- 1986 – Na całość jako matka Janusza (reż. Franciszek Trzeciak)
- 1986 – Rykowisko jako sekretarka Gruszki (reż. Grzegorz Skurski)
- 1986 – W zawieszeniu jako Jadwiga, żona Wincentego (reż. Waldemar Krzystek)
- 1989 – Szklany dom jako urzędniczka (reż. Małgorzata Kopernik)
- 2000 – Nie ma zmiłuj jako dyrektorka liceum (reż. Waldemar Krzystek)

### Seriale
- 1984 – Trapez (reż. Hieronim Przybył) w odc. 3 Sylwia
- 1990 – Napoleon jako baronowa von Herrnstadt (reż. Eberhard Itzenplitz)
- 1998–1999 – Życie jak poker jako Wanda Zielińska, matka Szymona (reż. różni)
- 1999 – Świat według Kiepskich jako Jadzia (reż. Okił Khamidow) w odc. 2

## Nagrody i wyróżnienia teatralne
- 1962 – nagroda za rolę Mirandy w Don Juanie w Teatrze Polskim w Poznaniu na II Kaliskich Spotkaniach Teatralnych
- 1964 – nagroda rozgłośni Polskiego Radia w Poznaniu dla wyróżniającego się aktora teatrów Wielkopolski za rolę Żony w Nie-Boskiej komedii Z. Krasińskiego w Teatrze Polskim w Poznaniu na IV Kaliskich Spotkaniach Teatralnych
- 1966 – II nagroda za rolę Marii Gaila w inscenizacji Słowa Boże na VI Kaliskich Spotkaniach Teatralnych
- 1967 – „Bursztynowy Pierścień” za rolę w Męczeństwie i śmierci Marata
- 1967 – „Złota Chryzantema” za rolę Charlotty Corday w Męczeństwie i śmierci Marata
- 1968 – wyróżnienie za rolę tytułową w Szalonej Julce na V Telewizyjnym Festiwalu Teatrów Dramatycznych (dyplom honorowy)
- 1980 – wyróżnienie za rolę Szambelanowej w Panu Jowialskim A. Fredry na VI Opolskich Konfrontacjach Teatralnych
- 1981 – „Brązowa Iglica"
- 1989 – nagroda Towarzystwa Miłośników Wrocławia za osiągnięcia aktorskie (z okazji Międzynarodowego Dnia Teatru)
- 1991 – nagroda zespołowa dla aktorów i realizatorów przedstawienia Biesiada u hrabiny Kotłubaj W. Gombrowicza na XVII Opolskich Konfrontacjach Teatralnych
- 2007 – Nagroda Marszałka Województwa Dolnośląskiego z okazji 50-lecia pracy artystycznej[2]

## Odznaczenia
- Złoty Krzyż Zasługi (2002, za zasługi w działalności na rzecz rozwoju kultury)[3]
- Srebrny Medal „Zasłużony Kulturze Gloria Artis” (2006)[4]
- Odznaka Honorowa Miasta Poznania (1969)